# Обыкновенная каракара
Обыкновенная каракара, или каранча (лат. Caracara plancus), — одна из самых крупных птиц семейства соколиных. Выделяют два подвида. По своей величине и массе тела уступает только кречету. Общая длина тела 55—65 см, размах крыльев достигает 130 см, а вес — до 1,5 кг.  Самцы и самки похожи по размерам и окраске. Лицо неоперённое жёлтого, оранжевого или красного цвета. На голове — хохол и «шапочка» чёрного цвета, горло белое, остальное оперение тёмно-бурое, на брюхе и хвосте поперечные полосы.
Распространена на открытых пространствах Южной Америки. Оседлая птица.
Строит крупные гнезда на деревьях или земле. Начало размножения в ноябре (Аргентина). В кладке 2—3 яйца кремового цвета с красно-бурыми пятнами. Высиживают кладку оба родителя. Птенцы вылетают через 3 месяца.
Вымершая гуадалупская каракара (Caracara lutosus) часто рассматривается как подвид обыкновенной каракары Caracara plancus lutosus.
Пища разнообразна: от насекомых и червей до мелких зверьков, лягушек и ящериц. Часто поедает падаль, отбирает добычу у других птиц.

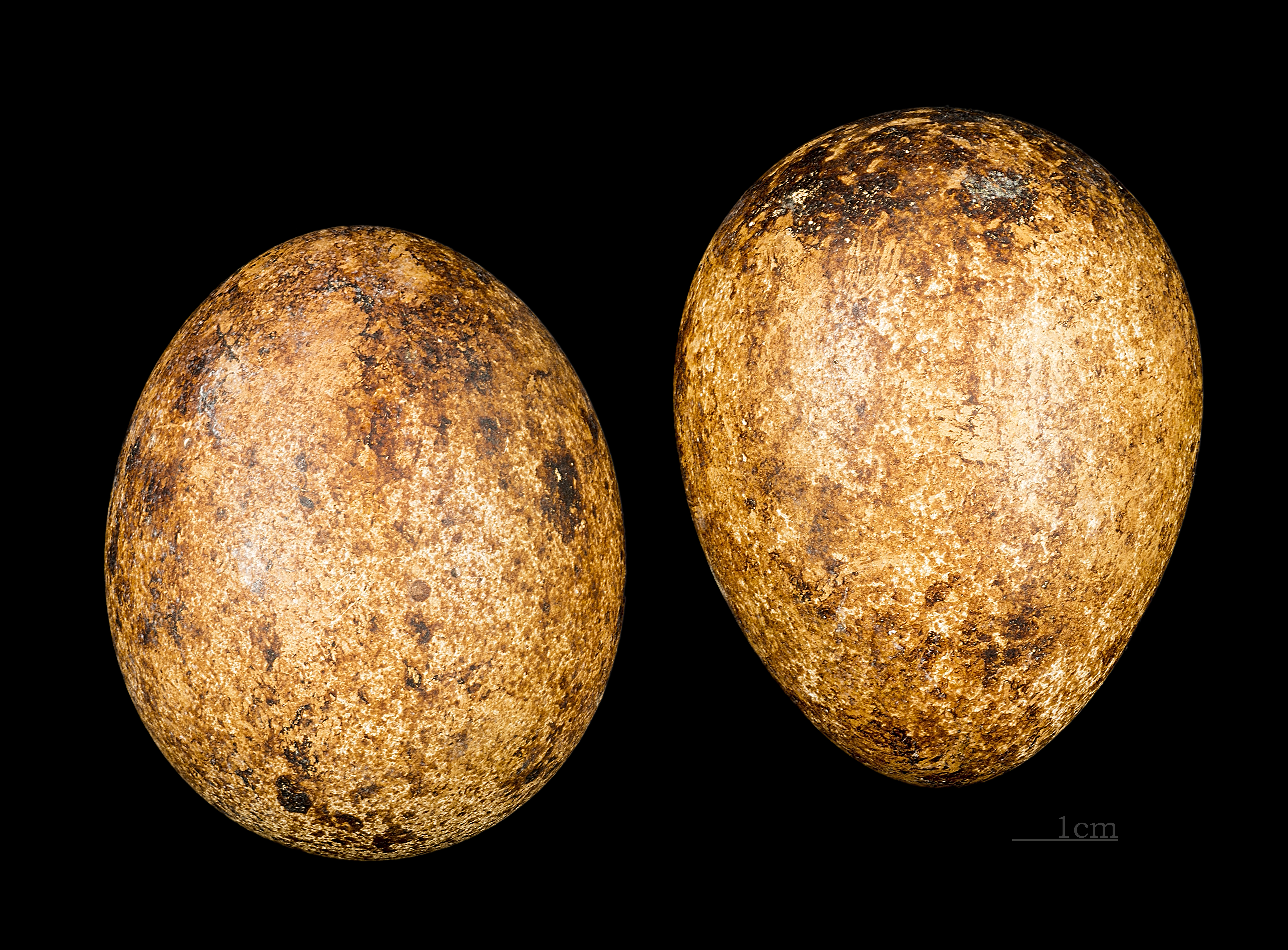
Яйцо Caracara plancus